# Geiner Moreno
Geiner Moreno Chiquillo (* 24. Juni 2000 in Cartagena) ist ein kolumbianischer Leichtathlet, der sich auf den Dreisprung spezialisiert hat.

## Sportliche Laufbahn
Erste Erfahrungen bei internationalen Meisterschaften sammelte Geiner Moreno im Jahr 2017, als er bei den U20-Südamerikameisterschaften in Leonora mit einer Weite von 14,95 m die Bronzemedaille im Dreisprung gewann und anschließend bei den U18-Weltmeisterschaften in Nairobi mit 13,84 m in der Qualifikation ausschied. Im Jahr darauf gewann er bei den U23-Südamerikameisterschaften in Cuenca mit 15,76 m die Silbermedaille hinter dem Brasilianer Ulisses Costa gewann und 2019 gewann er bei den U20-Südamerikameisterschaften in Cali mit 15,81 m ebenfalls die Silbermedaille und siegte daraufhin mit 16,40 m bei den U20-Panamerikameisterschaften in San José. 2021 klassierte er sich bei den Südamerikameisterschaften in Guayaquil mit 15,99 m auf dem sechsten Platz und siegte dann im Oktober mit 16,21 m bei den U23-Südamerikameisterschaften ebendort. Anfang Dezember sicherte er sich bei den erstmals ausgetragenen Panamerikanischen Juniorenspielen in Cali mit 16,41 m die Silbermedaille hinter dem Kubaner Andy Hechavarría. Im Jahr darauf gewann er bei den Juegos Bolivarianos in Valledupar mit 16,21 m die Silbermedaille hinter dem Venezolaner Leodán Torrealba und Anfang Oktober musste er sich bei den U23-Südamerikameisterschaften in Cascavel mit 16,37 m nur dem Brasilianer Elton Petronilho geschlagen geben. Kurz darauf gelangte er bei den Südamerikaspielen in Asunción mit 15,59 m auf Rang vier.
2023 gewann er bei den Südamerikameisterschaften in São Paulo mit 16,58 m die Silbermedaille im Dreisprung hinter dem Brasilianer Almir dos Santos und anschließend schied er bei den Weltmeisterschaften in Budapest ohne einen gültigen Versuch in der Qualifikationsrunde aus. Im Jahr darauf gewann er bei den Hallensüdamerikameisterschaften in Cochabamba mit 16,22 m die Silbermedaille hinter dem Venezolaner Leodán Torrealba. Im Mai gewann er bei den Ibero-Amerikanischen Meisterschaften in Cuiabá mit 16,54 m die Bronzemedaille hinter dem Brasilianer Almir dos Santos und Andy Hechavarría aus Kuba. Im August verpasste er bei den Olympischen Sommerspielen in Paris mit 16,40 m den Finaleinzug.
In den Jahren von 2021 bis 2023 wurde Moreno kolumbianischer Meister im Dreisprung.